# Malakoff – Plateau de Vanves
Malakoff – Plateau de Vanves – stacja linii nr 13 metra w Paryżu. Stacja znajduje się w gminie Malakoff. Została otwarta 9 listopada 1976 roku.